# Psychic Warfare
Albums de Clutch
Earth Rocker
(2013) Book of Bad Decisions
(2018)
Singles
1. X-Ray Visions

Psychic Warfare est le onzième album studio du groupe américain de stoner rock Clutch, sorti le 2 octobre 2015 sur le label Weathermaker Music.
Il rentre à la 11e place du Billboard 200 avec 26 000 exemplaires vendus à sa première semaine.

## Liste des chansons
Toutes les paroles sont écrites par Neil Fallon, toute la musique est composée par Clutch sauf si mentions.
| No  | Titre                      | Musique                | Durée |
| --- | -------------------------- | ---------------------- | ----- |
| 1.  | The Affidavit              |                        | 0:25  |
| 2.  | X-Ray Visions              |                        | 3:42  |
| 3.  | Firebirds                  |                        | 3:00  |
| 4.  | A Quick Death in Texas     |                        | 3:57  |
| 5.  | Sucker for the Witch       |                        | 3:21  |
| 6.  | Your Love Is Incarceration | Clutch, Eugene Freeman | 3:14  |
| 7.  | Doom Saloon                |                        | 1:12  |
| 8.  | Our Lady of Electric Light |                        | 3:51  |
| 9.  | Noble Savage               |                        | 2:49  |
| 10. | Behold the Colossus        |                        | 3:51  |
| 11. | Decapitation Blues         |                        | 3:11  |
| 12. | Son of Virginia            |                        | 7:15  |